# Friedrich Ludwig Langstedt
Friedrich Ludwig Langstedt est un homme d’Église et un naturaliste allemand, né en 1750 et mort en 1804.
Il accompagne les troupes de Hanovre en Inde comme aumônier. Il fait paraître Hindostanische Denkwürdigkeiten. Ein Lesebuch zur Beherzigung  für jeden Kosmopoliten en 1799 où il décrit la faune et la flore indiennes ainsi que les coutumes et les mœurs qu’il a pu observer.